# Lepthoplosternum tordilho
Lepthoplosternum tordilho és una espècie de peix de la família dels cal·líctids i de l'ordre dels siluriformes.

## Morfologia
- Els mascles poden assolir 4,6 cm de longitud total.[1][2]

## Hàbitat
És un peix d'aigua dolça i de clima tropical.

## Distribució geogràfica
Es troba a Sud-amèrica: afluents septentrionals de Laguna dos Patos (sud del Brasil).